# Sommerfugl (film fra 1980)
|  | Denne artikel er oprettet af botten Steenthbot ud fra en ekstern database. Den kan derfor have sproglige fejl eller mangler. Denne skabelon kan fjernes efter kontrol af indholdet. |

 For alternative betydninger, se Sommerfugl (flertydig). (Se også artikler, som begynder med Sommerfugl)
Sommerfugl er en dansk kortfilm fra 1980 instrueret af Vlado Oravsky.

## Handling
En 4-årig pige taler om livets mysterier. Hun bruger en smuk sommerfugl til at eksemplificere og underbygge sit argument

## Medvirkende
- Gry Jensen